# Rise FX
Rise FX — немецкая компания по производству визуальных эффектов с офисами в Берлине, Мюнхене, Штутгарте, Кёльне и Лондоне.

## История
Rise FX была основана в 2007 году Свеном Паннике, Робертом Пинноу, Маркусом Дегеном и Флорианом Геллингером Международный прорыв произошел после их работы над фильмом «Это любовь» (2009), после чего с ними связалась компания Marvel Studios.

## Деятельность

### «Кинематографическая вселенная Marvel»
Компания Rise FX разрабатывала специальные и визуальные эффекты для фильмов медиафраншизы «Кинематографическая вселенная Marvel» (КВМ) с 2013 по 2019 года, включая следующие фильмы:
| Год                                                              | Название фильма                   |
| ---------------------------------------------------------------- | --------------------------------- |
| Вторая фаза медиафраншизы «Кинематографическая вселенная Marvel» |                                   |
| 2013                                                             | «Железный человек 3»              |
| 2014                                                             | «Первый мститель: Другая война»   |
| 2014                                                             | «Стражи Галактики»                |
| 2015                                                             | «Мстители: Эра Альтрона»          |
| Третья фаза медиафраншизы «Кинематографическая вселенная Marvel» |                                   |
| 2016                                                             | «Первый мститель: Противостояние» |
| 2016                                                             | «Доктор Стрэндж»                  |
| 2018                                                             | «Чёрная пантера»                  |
| 2018                                                             | «Мстители: Война бесконечности»   |
| 2018                                                             | «Человек-муравей и Оса»           |
| 2019                                                             | «Капитан Марвел»                  |
| 2019                                                             | «Мстители: Финал»                 |

### Другие проекты

#### Фильмы
| Год  | Наименование фильма                   |
| ---- | ------------------------------------- |
| 2009 | «Это любовь»                          |
| 2010 | «Гарри Поттер и Дары Смерти. Часть 1» |
| 2011 | «Сонная болезнь»                      |
| 2011 | «Люди Икс: Первый класс»              |
| 2012 | «Облачный атлас»                      |
| 2015 | «Агенты А.Н.К.Л.»                     |
| 2016 | «Голограмма для короля»               |
| 2016 | «Лекарство от здоровья»               |
| 2017 | «Форсаж 8»                            |
| 2017 | «Трио в перьях»                       |
| 2019 | «Форсаж 8»                            |
| 2019 | «Дамбо»                               |
| 2019 | «Шазам!»                              |
| 2019 | «Хеллбой»                             |
| 2019 | «Форсаж: Хоббс и Шоу»                 |
| 2021 | «King’s Man: Начало»                  |

#### Телесериалы
Компания Rise FX также разрабатывала визуальные эффекты для следующих сериалов:
| Период трансляции | Наименование телесериала |
| ----------------- | ------------------------ |
| 2011 — 2014       | «Борджиа»                |
| 2015 — 2018       | «Восьмое чувство»        |
| 2016 — н. в.      | «Очень странные дела»    |
| 2017 — 2020       | «Тьма»                   |
| 2017 — н. в.      | «Вавилон-Берлин»         |

## Rise Pictures
Rise Pictures — производственное подразделение Rise FX. Являлась сопродюсером мультфильма «Повелитель драконов» (2020) (адаптация романа «Повелитель драконов» Корнелии Функе) с компанией Constantin Film.

## Внешние ссылки
- http://www.risefx.com
- http://www.risepx.com